# W (televíziós sorozat)
A W (hangul: 더블유, RR: Deobeuryu, ’Toburju’) 2016-ban az MBC csatornán bemutatott koreai dorama; főszereplői I Dzsongszok (Lee Jong-seok) és Han Hjodzsu (Han Hyo-ju). Han hat év után ezzel a sorozattal tért vissza a képernyőre.

## Cselekmény
O Jondzsu (Oh Yeon-ju) mellkasszebész-rezidens egy szöuli kórházban. Édesapja híres manhva (manhwa)rajzoló, akinek W című webképregénye hatalmas siker. A férfi azonban hirtelen eltűnik, miközben a képregény utolsó epizódján dolgozik. Munkatársai szerint a rajzolónak elege lett a történetből, és azt tervezte, hogy megöli a főszereplőjét, Kang Cshol (Kang Cheol)t, aki a történet szerint családja gyilkosa után nyomoz, miután a rendőrség őt vádolja meg a családirtással. Miközben Jondzsu (Yeon-ju) apja dolgozószobájában kutat, a monitoron hagyott utolsó képregénykocka megelevenedik, az ott fekvő, vérben fürdő Kang Cshol (Kang Cheol) keze kinyúlik és berántja a lányt a képregény világába. Jondzsu (Yeon-ju) megmenti a súlyosan sérült férfi életét, majd egyszer csak újra a saját világában találja magát. Eleinte össze van zavarodva, később azonban rádöbben, hogy az apja által rajzolt világ önálló életre kelt, és a történet őt is beszippantja.

## Szereplők
- I Dzsongszok (Lee Jong-seok) (이종석): Kang Cshol (강철, Kang Cheol)
- Han Hjodzsu (Han Hyo-ju) (한효주): O Jondzsu (오연주, Oh Yeon-ju)
- Csong Judzsin (Jeong Yu-jin) (정유진): Jun Szohi (윤소희, Yun So-hui)
- I Thehvan (Lee Tae-hwan) (이태환): Szo Dojun (서도윤, Seo Do-yun)

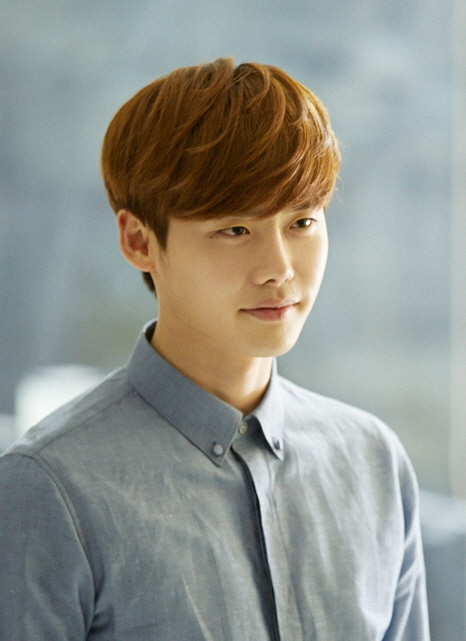
I Dzsongszok (Lee Jong-seok)
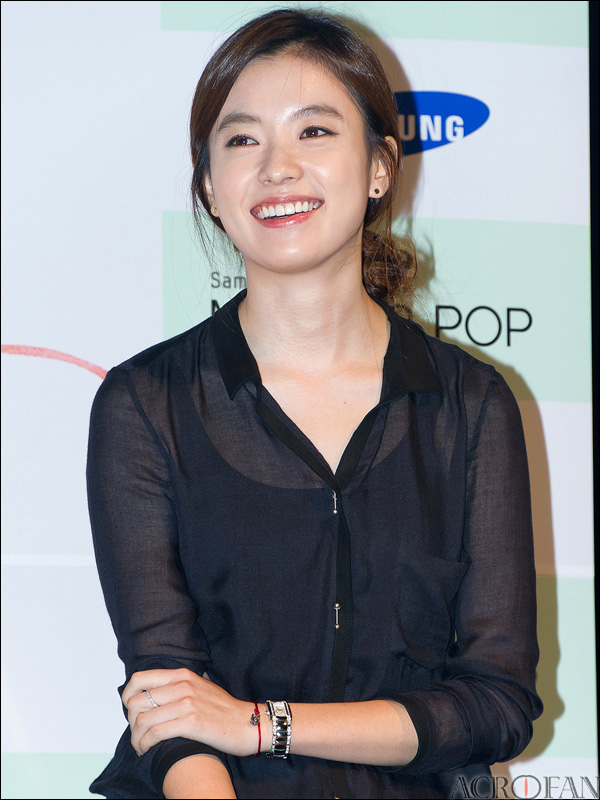
Han Hjodzsu (Han Hyo-ju)